# Unsere Liebe Frau im Walde
Unsere Liebe Frau im Walde (Italiaans: Senale) is een plaats (frazione) in de Italiaanse gemeente Unsere Liebe Frau im Walde-Sankt Felix.